# Italdesign Lucciola
Italdesign Lucciola – prototyp samochodu osobowego firmy Italdesign Giugiaro powstały na bazie Fiata Cinquecento.

## Historia modelu
Pojazd miał swoją premierę w 1993 roku. Był również prezentowany wiosną 1994 na targach motoryzacyjnych w Genewie. Pomysłodawcą oraz autorem projektu była włoska firma wzornicza Italdesign. Pojazd prezentowany był jednak przez firmę Fiat.
Samochód miał zaokrąglona karoserię z wielkimi, okrągłymi reflektorami i kompletnie nie przypominał kanciastej bryły "starego" Cinquecento. 
Wnętrze również było nietypowe. Nowym rozwiązaniem były fotele na stelażach, które mogły się obracać dookoła ich własnej osi albo składać w podnoszony do góry fotelik. Dawało to niesamowity efekt, ponieważ po rozsunięciu płóciennego dachu kierowca czy pasażer mógł podziwiać widoki w nietypowy sposób. 
Silnik to dwucylindrowy diesel firmy Lombardini, współpracujący z silnikiem elektrycznym.
Wzorem przy opracowywaniu Luccioli był przedstawiony w Turynie w 1992 roku współczesny model Fiata 500.
Ostatecznie projekt nie został wprowadzony do seryjnej produkcji, gdyż postanowiono kontynuować produkcję starego Cinquecento z nowszymi silnikami oraz nowe auto - Seicento - na tej samej płycie podłogowej, co Cinquecento.
W 1997 firma Daewoo wyprodukowała oparty na Luccioli model Matiz, w latach 2004–2007 produkowany jako FSO Matiz w Warszawie.

## Dane techniczne
- Silnik: 2-cylindrowy, 0,49 litra Diesel, 5,5 kW
- Prędkość maksymalna: 100 km/h
- Długość: 3267 mm
- Szerokość: 1527 mm
- Wysokość: 1445 mm